# Tachymenes vulneratus
Tachymenes vulneratus är en stekelart som först beskrevs av Henri Saussure 1855.  Tachymenes vulneratus ingår i släktet Tachymenes och familjen Eumenidae. Inga underarter finns listade i Catalogue of Life.